# اردشیر (شاه مرو)
اردشیر (پارسی میانه: ) یک شاهزاده ساسانی و شاه مرو از حدود ۲۴۰ تا ۲۶۲ میلادی بود. او برادر یا پسر شاهنشاه ساسانی اردشیر بابکان (ح. ۲۲۴–۲۴۲)، بود.